# Elżbieta Zimmermann
Elżbieta Maria Zimmermann, z domu Holtorp (ur. 14 grudnia 1943 w Warszawie, zm. 14 listopada 2007 w Dreźnie) – polska germanistka, mecenas polskiej sztuki i kultury, propagator pojednania niemiecko-polskiego.

## Życiorys i działalność
Elżbieta Maria Holtorp urodziła się w Warszawie podczas niemieckiej okupacji. Dorastała w Warszawie oraz przez krótki okres w Berlinie, gdzie zdała egzamin maturalny. W latach 1963–1967 studiowała germanistykę na Uniwersytecie Warszawskim, między innymi u prof. Emila Adlera. Ukończyła studia pisząc pracę magisterską „Obraz człowieka w utworach Heinricha Bölla”.
Jako germanistka podjęła pracę w Centrum Informacji i Kultury NRD, gdzie w roku 1969 poznała niemieckiego kompozytora Uda Zimmermanna, którego poślubiła w roku 1970. Pozostała w tym związku aż do swojej śmierci w 2007 roku. W 1970 r. przeniosła się na stałe do Drezna. Od 1972 do 1982 roku pracowała jako lektorka języka polskiego na Uniwersytecie Ludowym w Dreźnie. Pracę lektora traktowała nie tylko jako nauczanie języka, ale przede wszystkim jako propagowanie polskiej kultury i możliwość budowania nowych więzi pomiędzy Polakami i Niemcami. Po wprowadzeniu stanu wojennego w Polsce w roku 1981 władze NRD zabroniły dalszego prowadzenia tego typu działalności. Elżbieta Zimmermann wycofała się z dotychczasowej pracy zawodowej i postanowiła organizować spotkania ludzi zainteresowanych językiem i kulturą polską na gruncie prywatnym.
Z jej inicjatywy, w 1988 r., powstało w Dreźnie „Koło przyjaciół języka i kultury polskiej”. Władze NRD zaakceptowały powstanie tego koła, ponieważ w Dreźnie zezwolono już na utworzenie „Koła przyjaciół języka i kultury francuskiej”, o ile „Koło przyjaciół języka i kultury polskiej” musiało być integrowane w Związku Kulturalnym NRD. Pod przewodnictwem Elżbiety Zimmermann „Koło Przyjaciół” organizowało spotkania z polskimi ludźmi sztuki, np. z reżyserami filmowymi Radosławem Piwowarskim i Krzysztofem Zanussim oraz z aktorami i muzykami.
15 stycznia 1992 roku w drezdeńskim Muzeum Kraszewskiego zostało utworzone „Niemiecko-Polskie Towarzystwo Saksonii – Towarzystwo współpracy saksońsko-polskiej”, którego prezesem-założycielem była Elżbieta Zimmermann. Stowarzyszenie to stało się istotnym promotorem niemiecko-polskiego pojednania na terenie Saksonii, organizowało podróże studyjne, wymianę kulturalną oraz uczestniczyło w niemiecko-polskiej wymianie młodzieży. Elżbieta Zimmermann osobiście angażowała się w pojednanie niemiecko-polskie poprzez dedykowane projekty, związane szczególnie z historią saksońsko-polską. Między innymi brała udział w działaniach zmierzających do restauracji „Domu Jakuba Boehmego” w Zgorzelcu. W roku 1994 została współzałożycielką polskiego stowarzyszenia „Euroopera” z siedzibą w „Domu Jakuba Boehmego” w Zgorzelcu.
W 1997 roku Elżbieta Zimmermann, jako członek międzynarodowej grupy roboczej, współpracowała przy tworzeniu międzynarodowej wystawy „Pod jedną koroną”, związanej z 300. rocznicą personalnej unii saksońsko-polskiej. Była, między innymi, autorem koncepcji i kuratorem wystawy „Architektura Warszawy w dobie saskiej i jej dalsze losy”, która pomyślana jako fotograficzna wystawa objazdowa eksponowana była w latach 1997–1999 w Dreźnie, Zgorzelcu, Berlinie, Lipsku, a we wrześniu 1999 roku, w 60. rocznicę napadu Niemiec na Polskę, w warszawskim Zamku Ujazdowskim.
W 2001 roku za swoją działalność „Niemiecko-Polskie Towarzystwo Saksonii” zostało uhonorowane Nagrodą Polsko-Niemiecką Republiki Federalnej Niemiec i Rzeczypospolitej Polskiej. W tym samym roku Elżbieta Zimmermann zrzekła się stanowiska prezesa „Niemiecko-Polskiego Towarzystwa Saksonii”, ponieważ wraz ze swoim mężem przeniosła swoje miejsce zamieszkania i działalności do Berlina. Również w tym roku „Niemiecko-Polskie Towarzystwo Saksonii” w uznaniu zasług nadało jej tytuł Honorowego Prezesa. W Berlinie, we własnym mieszkaniu, przy ulicy Nassauische Strasse otworzyła galerię pod nazwą „Wohngalerie Elżbieta Zimmermann” poświęconą współczesnej sztuce polskiej. W 2002 roku na wystawie „MEBLARIUM I” pokazała dzieła architekta, rzeźbiarza i designera Pawła Grunerta.
W połowie 2003 roku, ze względu na zły stan zdrowia, Elżbieta Zmmermann zmuszona była do zrezygnowania zarówno z prowadzenia berlińskiej galerii, jak też pełnienia różnych funkcji i urzędów. Mimo że od maja 2004 roku chorowała na chorobę nowotworową, to udało się jej jeszcze 14 grudnia 2006 roku ufundować na cmentarzu wojskowym w brandenburgskim Neuburxdorfie pamiątkową płytę nagrobną ku czci swojego dziadka, polskiego oficera, lekarza wojskowego Wilhelma Borkowskiego, uwięzionego w stalagu IVB Mühlberg nad Łabą, zmarłego tam 14 grudnia 1941 roku.

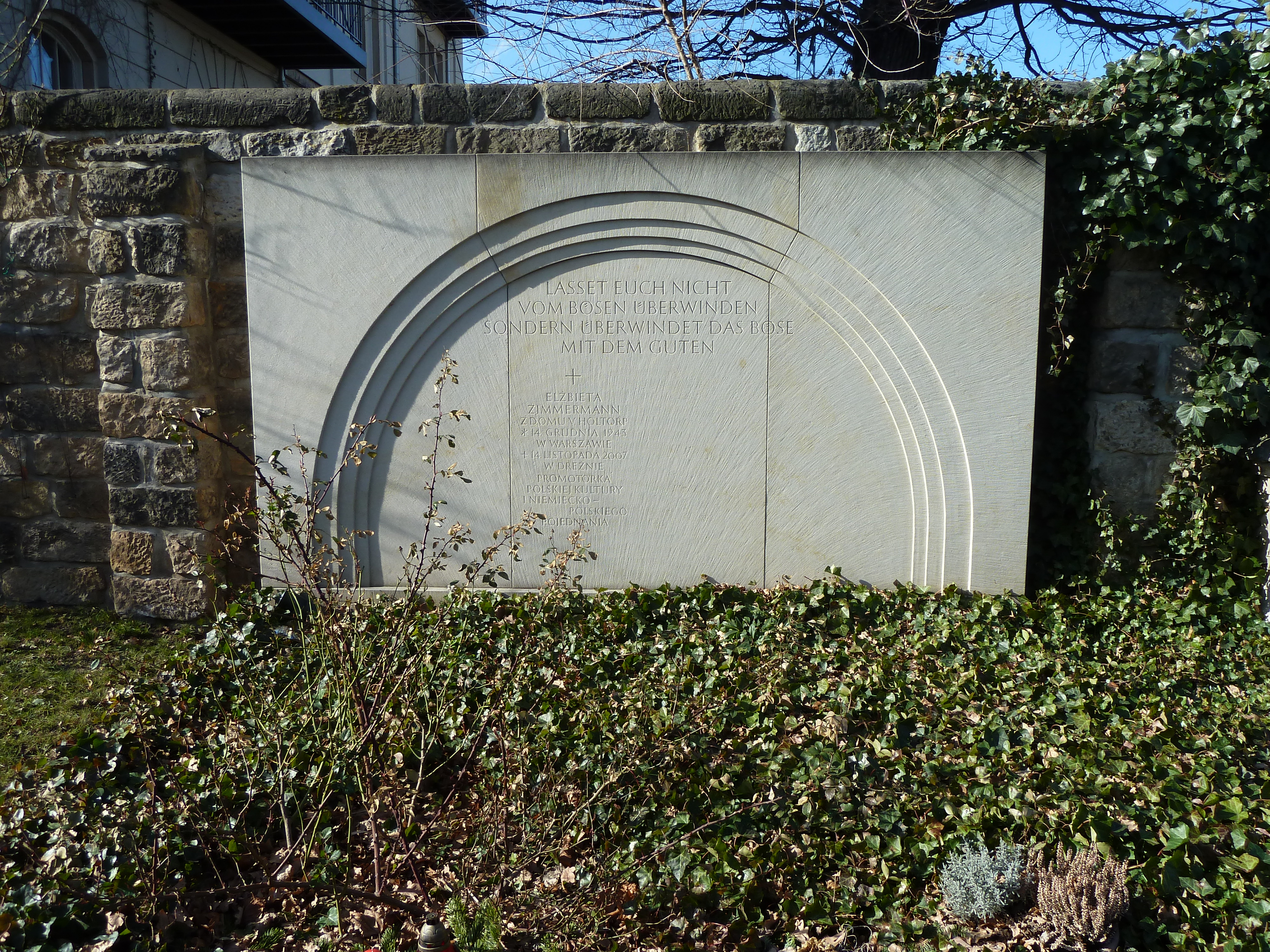
Nagrobek w Dreźnie

Elżbieta Zimmermann zmarła 14 listopada 2007 roku. 19 listopada pochowana została na Starym Katolickim Cmentarzu w Dreźnie. 23 listopada 2007 roku, w katolickiej katedrze Świętej Trójcy (tak zwany „Kościół Dworski”, niem. Hofkirche) odprawione zostało Requiem, celebrowane przez biskupa Drezna i Miśni Joachima Reinelta.
Z małżeństwa z Udo Zimmermannem pochodzą dwaj synowie Robert i Romeo Alexander.

## Odznaczenia, nagrody i wyróżnienia
- 1997 – Dyplom Uznania Ministra Spraw Zagranicznych RP za Wybitne Zasługi dla Kultury Polskiej w świecie
- 2001 – Nadanie tytułu Honorowego Prezesa Niemiecko-Polskiego Towarzystwa Saksonii
- 2002 – Medal Miasta Zgorzelec
- 2002 – Krzyż Kawalerski Orderu Odrodzenia Polski

## Wspomnienia
- Peter Zacher, Gelebte deutsch-polnische Aussöhnung – ein Nachruf, w: „Sächsische Zeitung(inne języki)”, Drezno, 19 listopada 2007.
- „Nowiny Jeleniogórskie”, nr 35/2008 (26 VIII 2008). [dostęp 2013-12-03].
- Wspomnienie w edycji „Spotkanie” wydawane przez Towarzystwo Niemiecko-Polskie w Berlinie, grudzień 2007, s. 8.